# 鶴ノ富士智万
鶴ノ富士 智万（つるのふじ ともかず、1973年1月29日 - ）は、鹿児島県姶良郡隼人町（現在の霧島市）出身で井筒部屋に所属した元大相撲力士。本名は福薗 洋一郎（ふくぞの よういちろう）。現役時代の体格は身長178cm、体重113kg。得意手は諸差し、寄り、上手投げ。最高位は西十両9枚目（1995年3月場所）。趣味はサッカー観戦。

## 来歴
中学校時代はサッカー部に所属していたが、先代・井筒親方（元関脇・鶴ヶ嶺）と父が兄弟であったこともあり井筒部屋に入門。1988年3月場所に初土俵を踏んだ。軽量であったため序ノ口、序二段で伸び悩み、1991年1月場所前に髷を切って部屋を脱走し、一時期は警備員として勤務したこともあった。しかし、考え直した末、3月場所から復帰した。それ以降は奮起して三段目、幕下と勝ち越しを続けていき、同部屋の神海と共に幕下のホープとして取り上げられるまでに成長、1994年3月場所には幕下優勝を果たした。その勢いで5月場所から3場所連続で勝ち越し、11月場所に十両に昇進し鶴ノ富士を名乗った。
新十両の場所は9勝6敗と勝ち越し、翌1995年1月場所も8勝7敗と勝ち越した。だが5月場所に4勝11敗と大敗を喫し幕下に陥落。翌場所で四股名を本名の「福薗」に戻す。以後、怪我も有り幕下下位で低迷していたが徐々に調子を戻し、その後も幕下中上位で成績を残していた。2006年3月場所は東幕下3枚目、7月場所には西幕下5枚目に番付を戻し、1995年5月場所以来、実に11年ぶりの十両復帰を狙ったがいずれも負け越した。引退を決めて臨んだ2007年5月場所は西幕下38枚目で1勝6敗となり、7番相撲終了後に正式に引退を発表した。四股名は幕下陥落から引退まで12年間本名のまま取り続けた(下の名は2002年3月場所まで「光彦」、以降は本名と同じ「洋一郎」)。新十両当時は幕内に昇進したら1992年3月場所から11月場所まで名乗っていた「鶴嶺山」の名を再び継ぐ予定であると発表されたが、襲名は果たせないまま引退することとなった。
取り口はもろ差しからの速攻の寄りを武器にするものであり、新十両昇進からしばらくはその威力から幕内での活躍を期待された。一方で立合いには神経質になりがちであり、2000年5月場所の4番相撲となる若い浪戦では5回「待った」が起こったばかりか4回目と5回目の「待った」が起こった立合いで福薗が若い浪に張り手を打ったことが原因となって若い浪が福薗の胸を拳で叩くという不穏な土俵ぶりが見られた（上手投げで福薗の勝ち）。

## 家系図
鶴ヶ嶺（元関脇）の甥、西ノ海（25代横綱）の養女の養女の甥、鶴嶺山（元十両）・逆鉾（元関脇）・寺尾（元関脇）の井筒3兄弟の従弟、薩摩錦（元幕下）の従兄の孫、姪（逆鉾の娘）の天咲千華は宝塚歌劇団の第92期生、甥（寺尾の妻の連れ子となる義理の息子）の寺尾由布樹は俳優。元中日ドラゴンズ選手の井上一樹とは親戚。
```
─：血縁　━：養子縁組

 ┌──┐　　　　　┌───┐
 ○  　○　　  女┰西ノ海　高千穂
 │ 　 │   　  　 ┃
薩摩錦 ○ 　    　 女┰加賀錦
　 ┌─┴─┐　    　┃
　 ○　　 鶴ヶ嶺 ──┬──女
　 │　　       ┌──┼──┐
　
鶴ノ富士
　寺尾　逆鉾 鶴嶺山
```

## 主な成績
- 通算成績：424勝390敗23休  勝率.521
- 十両成績：27勝33敗  勝率.450
- 現役在位：115場所
- 十両在位：4場所
- 各段優勝
  - 幕下優勝：1回（1994年3月場所）

### 場所別成績
| | 一月場所 初場所（東京）   | 三月場所 春場所（大阪） | 五月場所 夏場所（東京） | 七月場所 名古屋場所（愛知） | 九月場所 秋場所（東京）    | 十一月場所 九州場所（福岡） |
| --- | ------------------------- | ----------------------- | ----------------------- | --------------------------- | -------------------------- | --------------------------- |
| 1988年 （昭和63年） | x                         | （前相撲）              | 西序ノ口48枚目 3–4      | 東序ノ口28枚目 4–3          | 西序二段146枚目 2–5        | 西序ノ口15枚目 2–5          |
| 1989年 （平成元年） | 西序ノ口26枚目 6–1        | 東序二段74枚目 2–5      | 東序二段109枚目 2–5     | 西序二段149枚目 5–2         | 東序二段102枚目 休場 0–0–7 | 西序ノ口27枚目 6–1          |
| 1990年 （平成2年） | 東序二段85枚目 4–3        | 東序二段51枚目 4–3      | 西序二段21枚目 2–5      | 東序二段55枚目 3–4          | 西序二段74枚目 5–2         | 東序二段26枚目 4–3          |
| 1991年 （平成3年） | 西三段目98枚目 休場 0–0–7 | 西序二段57枚目 5–2      | 西序二段14枚目 2–5      | 東序二段46枚目 6–1          | 東三段目86枚目 6–1         | 東三段目33枚目 5–2          |
| 1992年 （平成4年） | 西三段目5枚目 3–4         | 西三段目21枚目 5–2      | 西幕下57枚目 3–4        | 東三段目9枚目 1–6           | 東三段目49枚目 5–2         | 西三段目19枚目 3–4          |
| 1993年 （平成5年） | 東三段目33枚目 5–2        | 西三段目3枚目 5–2       | 西幕下37枚目 4–3        | 東幕下28枚目 4–3            | 西幕下22枚目 5–2           | 東幕下14枚目 3–4            |
| 1994年 （平成6年） | 西幕下19枚目 2–5          | 西幕下35枚目 優勝 7–0   | 東幕下3枚目 4–3         | 東幕下2枚目 4–3             | 東幕下筆頭 4–3             | 西十両13枚目 9–6            |
| 1995年 （平成7年） | 東十両10枚目 8–7          | 西十両9枚目 6–9         | 西十両12枚目 4–11       | 西幕下6枚目 1–4–2           | 西幕下29枚目 4–3           | 西幕下21枚目 1–6            |
| 1996年 （平成8年） | 東幕下46枚目 4–3          | 西幕下35枚目 5–2        | 東幕下21枚目 6–1        | 東幕下6枚目 3–4             | 西幕下12枚目 1–6           | 西幕下34枚目 4–3            |
| 1997年 （平成9年） | 東幕下24枚目 4–3          | 西幕下18枚目 3–4        | 東幕下27枚目 3–4        | 東幕下36枚目 4–3            | 東幕下27枚目 5–2           | 東幕下15枚目 4–3            |
| 1998年 （平成10年） | 西幕下10枚目 3–4          | 西幕下18枚目 2–5        | 西幕下34枚目 3–4        | 西幕下42枚目 4–3            | 西幕下35枚目 5–2           | 西幕下21枚目 5–2            |
| 1999年 （平成11年） | 西幕下10枚目 2–5          | 東幕下23枚目 6–1        | 西幕下9枚目 3–4         | 西幕下14枚目 3–4            | 東幕下21枚目 4–3           | 西幕下16枚目 2–5            |
| 2000年 （平成12年） | 西幕下33枚目 6–1          | 西幕下15枚目 2–5        | 西幕下29枚目 5–2        | 東幕下17枚目 4–3            | 東幕下14枚目 4–3           | 東幕下9枚目 3–4             |
| 2001年 （平成13年） | 東幕下14枚目 休場 0–0–7   | 東幕下14枚目 3–4        | 西幕下19枚目 2–5        | 東幕下36枚目 2–5            | 東幕下55枚目 4–3           | 西幕下47枚目 5–2            |
| 2002年 （平成14年） | 西幕下27枚目 5–2          | 東幕下17枚目 5–2        | 西幕下7枚目 3–4         | 西幕下11枚目 1–6            | 西幕下36枚目 6–1           | 西幕下13枚目 2–5            |
| 2003年 （平成15年） | 西幕下29枚目 3–4          | 西幕下42枚目 4–3        | 東幕下37枚目 6–1        | 東幕下14枚目 4–3            | 西幕下11枚目 2–5           | 西幕下25枚目 4–3            |
| 2004年 （平成16年） | 東幕下19枚目 3–4          | 西幕下26枚目 3–4        | 東幕下37枚目 6–1        | 西幕下15枚目 4–3            | 東幕下12枚目 3–4           | 東幕下17枚目 6–1            |
| 2005年 （平成17年） | 東幕下7枚目 2–5           | 東幕下19枚目 1–6        | 東幕下44枚目 4–3        | 東幕下35枚目 5–2            | 西幕下21枚目 5–2           | 西幕下12枚目 4–3            |
| 2006年 （平成18年） | 東幕下8枚目 5–2           | 東幕下3枚目 3–4         | 東幕下7枚目 4–3         | 西幕下5枚目 1–6             | 西幕下24枚目 2–5           | 西幕下40枚目 3–4            |
| 2007年 （平成19年） | 東幕下50枚目 4–3          | 西幕下43枚目 4–3        | 西幕下38枚目 引退 1–6–0 | x                           | x                          | x                           |
| 各欄の数字は、「勝ち-負け-休場」を示す。 優勝 引退 休場 十両 幕下 三賞：敢=敢闘賞、殊=殊勲賞、技=技能賞 その他：★=金星 番付階級：幕内 - 十両 - 幕下 - 三段目 - 序二段 - 序ノ口 幕内序列：横綱 - 大関 - 関脇 - 小結 - 前頭（「#数字」は各位内の序列） |                           |                         |                         |                             |                            |                             |

## 改名歴
- 福薗 洋一郎（ふくぞの よういちろう）1988年3月場所-1992年1月場所
- 鶴嶺山 洋一郎（かくれいざん－）1992年3月場所-1992年11月場所
- 福薗 洋一郎（ふくぞの－）1993年1月場所-1994年9月場所
- 鶴ノ富士 智万（つるのふじ ともかず）1994年11月場所-1995年5月場所
- 福薗 光彦（ふくぞの みつひこ）1995年7月場所-2002年7月場所
- 福薗 洋一郎（－よういちろう）2002年9月場所-2007年5月場所